# Zarratón
Zarratón és un municipi de la Rioja, a la regió de la Rioja Alta. En nombrosos documents de l'edat mitjana s'escriu Çerratón. Per això la seva etimologia s'explica des del substantiu castellà turó i no des de tesi basquistes que el deriven de zarra (que significa vell) i ton (molt o molt). També se'l coneix com el poble de les 7 ermites i de les set danses.

## Història
Apareix en documents del segle xii en els quals es realitzaven diferents donacions als monestirs de Sant Millán de la Cogolla i Santo Domingo de la Calzada. Va ser vila reialenga i en ella ningú exercia senyoriu. Antany va tenir un recinte fortificat probablement en el lloc que avui ocupa el restaurant Palacio de Casafuerte, fet i fet antic palau dels comtes de Casafuerte. Va pertànyer als marquesos de Mortara al voltant del segle xvii.

## Personatges il·lustres
- Leandro Carro Hernáez, diputat comunista el 1936 i membre del Govern d'Euzkadi a l'exili.